# Vanderwaalsstraal
Twee naburige atomen die geen chemische binding ondergaan, trekken elkaar als gevolg van de vanderwaalskrachten toch aan. Deze krachten zorgen voor een aantrekking tussen de twee atomen, die sterker wordt naarmate zij dichter bij elkaar komen. Benaderen zij elkaar te dicht dan treedt er echter een afstotende kracht in werking, ten gevolge van de toenemende overlap tussen de negatief geladen elektronen van de atomen. Als compromis ontstaat er een bepaalde afstand tussen de atomen die de vanderwaalsafstand of Van der Waalse afstand wordt genoemd. Door vergelijking van de vanderwaalsafstanden van diverse atoomparen heeft men voor elke atoomsoort een vanderwaalsstraal geëxtrapoleerd. Optellen van de vanderwaalsstralen van twee atomen geeft hun onderlinge vanderwaalsafstand. Bij twee dezelfde atomen is de vanderwaalsafstand tweemaal de vanderwaalsstraal. De vanderwaalsstraal is naar de Nederlandse natuurkundige Van der Waals genoemd.
In de natuurkunde bestaan ook de atoomstraal, de covalente straal en de ionstraal.